# UAE Tour 2025
L'UAE Tour 2025, settima edizione della corsa ciclistica e valevole come terza prova dell'UCI World Tour 2025 categoria 2.UWT, si svolse in sette tappe dal 17 al 23 febbraio 2025 su un percorso di 1013,2 km, con partenza da Madinat Zayed e arrivo a Jebel Hafeet, negli Emirati Arabi Uniti. La vittoria fu appannaggio dello sloveno Tadej Pogačar, il quale completò il percorso in 23h08'42", precedendo l'italiano Giulio Ciccone e lo spagnolo Pello Bilbao.

## Tappe
| Tappa  | Data        | Percorso                                                      | km     | Vincitore di tappa | Leader cl. generale |
| ------ | ----------- | ------------------------------------------------------------- | ------ | ------------------ | ------------------- |
| 1ª     | 17 febbraio | Madinat Zayed > Liwa                                          | 138    | Jonathan Milan     | Jonathan Milan      |
| 2ª     | 18 febbraio | Isola di Hudayriyat > Isola di Hudayriyat (cron. individuale) | 12,2   | Joshua Tarling     | Joshua Tarling      |
| 3ª     | 19 febbraio | Ra's al-Khayma > Jebel Jais                                   | 181    | Tadej Pogačar      | Tadej Pogačar       |
| 4ª     | 20 febbraio | Fujaira > Umm al-Qaywayn                                      | 181    | Jonathan Milan     | Tadej Pogačar       |
| 5ª     | 21 febbraio | Dubai > Dubai                                                 | 160    | Tim Merlier        | Tadej Pogačar       |
| 6ª     | 22 febbraio | Abu Dhabi > Abu Dhabi                                         | 165    | Tim Merlier        | Tadej Pogačar       |
| 7ª     | 23 febbraio | al-'Ayn > Jebel Hafeet                                        | 176    | Tadej Pogačar      | Tadej Pogačar       |
| Totale | Totale      | Totale                                                        | 1013,2 |                    |                     |

## Squadre partecipanti
| N.    | Cod. | Squadra                         |
| ----- | ---- | ------------------------------- |
| 1-7   | LOT  | Lotto                           |
| 11-17 | ADC  | Alpecin-Deceuninck              |
| 21-27 | TBV  | Bahrain Victorious              |
| 31-37 | DAT  | Decathlon AG2R La Mondiale Team |
| 41-47 | EFE  | EF Education-EasyPost           |
| 51-57 | IGD  | Ineos Grenadiers                |
| 61-67 | IWA  | Intermarché-Wanty               |
| 71-77 | IPT  | Israel-Premier Tech             |
| 81-87 | LTK  | Lidl-Trek                       |
| 91-97 | MOV  | Movistar Team                   |

| N.      | Cod. | Squadra                       |
| ------- | ---- | ----------------------------- |
| 101-107 | RBH  | Red Bull-Bora-Hansgrohe       |
| 111-117 | TFT  | Solution Tech Vini Fantini    |
| 121-127 | SOQ  | Soudal Quick-Step             |
| 131-137 | JAY  | Team Jayco AlUla              |
| 141-147 | TPP  | Team Picnic PostNL            |
| 151-157 | TVL  | Team Visma-Lease a Bike       |
| 161-167 | TUD  | Tudor Pro Cycling Team        |
| 171-177 | UAD  | UAE Team Emirates XRG         |
| 181-187 | VBF  | VF Group-Bardiani CSF-Faizanè |
| 191-197 | XAT  | XDS Astana Team               |

## Dettagli delle tappe

### 1ª tappa
- 17 febbraio : Madinat Zayed > Liwa – 138 km

Risultati
| Pos. | Corridore         | Squadra  | Tempo    |
| ---- | ----------------- | -------- | -------- |
| 1    | Jonathan Milan    | Lidl     | 3h31'34" |
| 2    | Finn Fisher-Black | Red Bull | s.t.     |
| 3    | T. Lund Andresen  | Picnic   | s.t.     |

| Pos. | Corridore         | Squadra  | Tempo    |
| ---- | ----------------- | -------- | -------- |
| 1    | Jonathan Milan    | Lidl     | 3h31'24" |
| 2    | Finn Fisher-Black | Red Bull | a 4"     |
| 3    | T. Lund Andresen  | Picnic   | a 6"     |

### 2ª tappa
- 18 febbraio : Isola di Hudayriyat > Isola di Hudayriyat – Cronometro individuale – 12,2 km

Risultati
| Pos. | Corridore        | Squadra   | Tempo  |
| ---- | ---------------- | --------- | ------ |
| 1    | Joshua Tarling   | Ineos     | 12'55" |
| 2    | Stefan Bissegger | Decathlon | a 13"  |
| 3    | Tadej Pogačar    | UAE       | a 18"  |

| Pos. | Corridore        | Squadra   | Tempo    |
| ---- | ---------------- | --------- | -------- |
| 1    | Joshua Tarling   | Ineos     | 3h44'29" |
| 2    | Stefan Bissegger | Decathlon | a 13"    |
| 3    | Tadej Pogačar    | UAE       | a 18"    |

### 3ª tappa
- 19 febbraio : Ra's al-Khayma > Jebel Jais - 181 km

Risultati
| Pos. | Corridore     | Squadra   | Tempo    |
| ---- | ------------- | --------- | -------- |
| 1    | Tadej Pogačar | UAE       | 4h36'04" |
| 2    | Oscar Onley   | Picnic    | s.t.     |
| 3    | Felix Gall    | Decathlon | s.t.     |

| Pos. | Corridore       | Squadra  | Tempo    |
| ---- | --------------- | -------- | -------- |
| 1    | Tadej Pogačar   | UAE      | 8h20'41" |
| 2    | Joshua Tarling  | Ineos    | a 18"    |
| 3    | Pablo Castrillo | Movistar | a 23"    |

### 4ª tappa
- 20 febbraio : Fujaira > Umm al-Qaywayn - 181 km

Risultati
| Pos. | Corridore        | Squadra | Tempo    |
| ---- | ---------------- | ------- | -------- |
| 1    | Jonathan Milan   | Lidl    | 4h03'01" |
| 2    | Tim Merlier      | Soudal  | s.t.     |
| 3    | Jasper Philipsen | Alpecin | s.t.     |

| Pos. | Corridore       | Squadra  | Tempo     |
| ---- | --------------- | -------- | --------- |
| 1    | Tadej Pogačar   | UAE      | 12h23'42" |
| 2    | Joshua Tarling  | Ineos    | a 18"     |
| 3    | Pablo Castrillo | Movistar | a 23"     |

### 5ª tappa
- 21 febbraio : Dubai > Dubai - 160 km

Risultati
| Pos. | Corridore        | Squadra | Tempo    |
| ---- | ---------------- | ------- | -------- |
| 1    | Tim Merlier      | Soudal  | 3h16'55" |
| 2    | Matteo Malucelli | XDS     | s.t.     |
| 3    | Jonathan Milan   | Lidl    | s.t.     |

| Pos. | Corridore      | Squadra  | Tempo     |
| ---- | -------------- | -------- | --------- |
| 1    | Tadej Pogačar  | UAE      | 15h40'34" |
| 2    | Joshua Tarling | Ineos    | a 21"     |
| 3    | Iván Romeo     | Movistar | a 27"     |

### 6ª tappa
- 22 febbraio : Abu Dhabi > Abu Dhabi - 165 km

Risultati
| Pos. | Corridore        | Squadra | Tempo    |
| ---- | ---------------- | ------- | -------- |
| 1    | Tim Merlier      | Soudal  | 3h44'14" |
| 2    | Jasper Philipsen | Alpecin | s.t.     |
| 3    | Jonathan Milan   | Lidl    | s.t.     |

| Pos. | Corridore      | Squadra  | Tempo     |
| ---- | -------------- | -------- | --------- |
| 1    | Tadej Pogačar  | UAE      | 19h24'48" |
| 2    | Joshua Tarling | Ineos    | a 21"     |
| 3    | Iván Romeo     | Movistar | a 27"     |

### 7ª tappa
- 23 febbraio: al-'Ayn > Jebel Hafeet – 176 km

Risultati
| Pos. | Corridore      | Squadra | Tempo    |
| ---- | -------------- | ------- | -------- |
| 1    | Tadej Pogačar  | UAE     | 3h44'04" |
| 2    | Giulio Ciccone | Lidl    | a 33"    |
| 3    | Pello Bilbao   | Bahrain | a 35"    |

| Pos. | Corridore      | Squadra | Tempo     |
| ---- | -------------- | ------- | --------- |
| 1    | Tadej Pogačar  | UAE     | 23h08'42" |
| 2    | Giulio Ciccone | Lidl    | a 1'14"   |
| 3    | Pello Bilbao   | Bahrain | a 1'19"   |

## Evoluzione delle classifiche
| Tappa              | Vincitore          | Classifica generale Maglia rossa | Classifica a punti Maglia verde | Classifica sprint intermedi Maglia nera | Classifica giovani Maglia bianca | Classifica a squadre    |
| ------------------ | ------------------ | -------------------------------- | ------------------------------- | --------------------------------------- | -------------------------------- | ----------------------- |
| 1ª                 | Jonathan Milan     | Jonathan Milan                   | Jonathan Milan                  | Manuele Tarozzi                         | Jonathan Milan                   | Red Bull-Bora-Hansgrohe |
| 2ª                 | Joshua Tarling     | Joshua Tarling                   | Joshua Tarling                  | Manuele Tarozzi                         | Joshua Tarling                   | Ineos Grenadiers        |
| 3ª                 | Tadej Pogačar      | Tadej Pogačar                    | Tadej Pogačar                   | Carlos Samudio                          | Joshua Tarling                   | Ineos Grenadiers        |
| 4ª                 | Jonathan Milan     | Tadej Pogačar                    | Jonathan Milan                  | Đorđe Đurić                             | Joshua Tarling                   | Ineos Grenadiers        |
| 5ª                 | Tim Merlier        | Tadej Pogačar                    | Jonathan Milan                  | Đorđe Đurić                             | Joshua Tarling                   | Movistar Team           |
| 6ª                 | Tim Merlier        | Tadej Pogačar                    | Jonathan Milan                  | Đorđe Đurić                             | Joshua Tarling                   | Movistar Team           |
| 7ª                 | Tadej Pogačar      | Tadej Pogačar                    | Jonathan Milan                  | Đorđe Đurić                             | Iván Romeo                       | Movistar Team           |
| Classifiche finali | Classifiche finali | Tadej Pogačar                    | Jonathan Milan                  | Đorđe Đurić                             | Iván Romeo                       | Movistar Team           |

Maglie indossate da altri ciclisti in caso di due o più maglie vinte
- Nella 2ª tappa Finn Fisher-Black ha indossato la maglia verde al posto di Jonathan Milan e Tobias Lund Andresen ha indossato quella bianca al posto di Jonathan Milan.
- Nella 3ª tappa Jonathan Milan ha indossato la maglia verde al posto di Joshua Tarling e Pablo Castrillo ha indossato quella bianca al posto di Joshua Tarling.
- Nella 4ª tappa Oscar Onley ha indossato la maglia verde al posto di Tadej Pogačar.

## Classifiche finali

### Classifica generale - Maglia rossa
| Pos. | Corridore         | Squadra  | Tempo     |
| ---- | ----------------- | -------- | --------- |
| 1    | Tadej Pogačar     | UAE      | 23h08'42" |
| 2    | Giulio Ciccone    | Lidl     | a 1'14"   |
| 3    | Pello Bilbao      | Bahrain  | a 1'19"   |
| 4    | Iván Romeo        | Movistar | a 1'26"   |
| 5    | Oscar Onley       | Picnic   | a 2'10"   |
| 6    | Finn Fisher-Black | Red Bull | a 2'43"   |
| 7    | Pablo Castrillo   | Movistar | a 2'59"   |
| 8    | W. Junior Lecerf  | Soudal   | a 3'49"   |
| 9    | Harold Tejada     | XDS      | a 3'52"   |
| 10   | Patrick Konrad    | Lidl     | a 4'00"   |

### Classifica a punti - Maglia verde
| Pos. | Corridore      | Squadra  | Punti |
| ---- | -------------- | -------- | ----- |
| 1    | Jonathan Milan | Lidl     | 81    |
| 2    | Tadej Pogačar  | UAE      | 62    |
| 3    | Tim Merlier    | Soudal   | 59    |
| 4    | Đorđe Đurić    | Solution | 46    |
| 5    | Carlos Samudio | Solution | 38    |

### Classifica sprint intermedi - Maglia nera
| Pos. | Corridore       | Squadra  | Punti |
| ---- | --------------- | -------- | ----- |
| 1    | Đorđe Đurić     | Solution | 46    |
| 2    | Carlos Samudio  | Solution | 38    |
| 3    | Manuele Tarozzi | VF Group | 33    |
| 4    | Jonathan Milan  | Lidl     | 17    |
| 5    | Tadej Pogačar   | UAE      | 9     |

### Classifica giovani - Maglia bianca
| Pos. | Corridore         | Squadra  | Tempo     |
| ---- | ----------------- | -------- | --------- |
| 1    | Iván Romeo        | Movistar | 23h10'08" |
| 2    | Oscar Onley       | Picnic   | a 44"     |
| 3    | Finn Fisher-Black | Red Bull | a 1'17"   |
| 4    | Pablo Castrillo   | Movistar | a 1'33"   |
| 5    | W. Junior Lecerf  | Soudal   | a 2'23"   |

### Classifica a squadre
| Pos. | Squadra                    | Tempo     |
| ---- | -------------------------- | --------- |
| 1    | Movistar Team              | 69h35'16" |
| 2    | Lidl-Trek                  | a 6'03"   |
| 3    | Bahrain Victorious         | a 7'51"   |
| 4    | Red Bull-Bora-Hansgrohe    | a 9'43"   |
| 5    | Decathlon AG2R La Mondiale | a 10'38"  |